# Roseto degli Abruzzi
Roseto degli Abruzzi (Le Quote fino al 1887, Rosburgo dal 1887 al 1927) è un comune italiano di 25 873 abitanti della provincia di Teramo in Abruzzo, affacciato sul mare Adriatico e compreso tra le foci dei fiumi Vomano a sud e Tordino a nord.
Fino al 1927 è stato frazione di Montepagano, anno in cui la sede comunale venne spostata dal centro storico nel nuovo centro abitato di Rosburgo assumendone conseguentemente la denominazione attuale e rendendo il centro storico di Montepagano a sua volta frazione del neo-denominato comune di Roseto degli Abruzzi.

## Geografia fisica

### Territorio
Roseto è situata sulla costa adriatica a cinque metri di altitudine sul livello del mare, tra le foci del fiume Vomano e quella del fiume Tordino. Il tessuto urbano si sviluppa su un'area pianeggiante nella zona del litorale, e ad ovest la cittadina si estende anche sulle colline circostanti; la frazione di Montepagano, su un colle a 285 metri sul livello del mare, domina l'intero paesaggio comunale.
Il territorio è interessato dalla presenza di falde freatiche, che con le escursioni stagionali, rimontano anche di un metro, specialmente in primavera, a seguito dello scioglimento delle nevi sui monti. La costa dove si estende il centro abitato era un tempo quasi interamente occupata da acquitrini.

### Clima
| Roseto degli Abruzzi (ex Rosburgo) | Mesi | Mesi | Mesi | Mesi | Mesi | Mesi | Mesi | Mesi | Mesi | Mesi | Mesi | Mesi | Stagioni | Stagioni | Stagioni | Stagioni | Anno |
| Roseto degli Abruzzi (ex Rosburgo) | Gen  | Feb  | Mar  | Apr  | Mag  | Giu  | Lug  | Ago  | Set  | Ott  | Nov  | Dic  | Inv      | Pri      | Est      | Aut      | Anno |
| ---------------------------------- | ---- | ---- | ---- | ---- | ---- | ---- | ---- | ---- | ---- | ---- | ---- | ---- | -------- | -------- | -------- | -------- | ---- |
| T. max. media (°C)                 | 10,4 | 11,9 | 14,9 | 14,2 | 22,2 | 26,4 | 28,1 | 28,6 | 25,6 | 19,3 | 13,6 | 11,0 | 11,1     | 17,1     | 27,7     | 19,5     | 18,8 |
| T. min. media (°C)                 | 5,8  | 5,8  | 7,9  | 6,9  | 14,2 | 18,6 | 19,6 | 20,1 | 18,1 | 13,0 | 9,7  | 6,4  | 6,0      | 9,7      | 19,4     | 13,6     | 12,2 |
| Precipitazioni (mm)                | 47   | 60   | 57   | 74   | 60   | 32   | 21   | 36   | 62   | 93   | 108  | 69   | 176      | 191      | 89       | 263      | 719  |
| Giorni di pioggia                  | 5    | 5    | 5    | 6    | 4    | 3    | 2    | 4    | 6    | 7    | 9    | 6    | 16       | 15       | 9        | 22       | 62   |

## Storia
L'insediamento costiero ha iniziato a strutturarsi come cittadina alla fine dell'Ottocento come scalo commerciale dell'abitato medievale di Montepagano. Nel 1986 sono state rinvenute nel territorio cittadino diverse testimonianze archeologiche di una villa del periodo romano tardo repubblicano.
I resti riportati alla luce andarono a costituire un piccolo museo espositivo nei locali del Polo Liceale Saffo, in cui erano esposti reperti di vaso a vernice nera, piatti smaltati, antiche fibule. Tuttavia in seguito al trasferimento effettuato nel 1991, questi oggetti andarono perduti.

### Origini: età medievale
Il primo abitato del territorio è il centro storico di Montepagano, sito su un colle dal quale si domina tutta la costa; l'ampia coltivazione di piante nel territorio, tra le quali le rose, diede il nome alla frazione di "Rosburgo", corrispondente all'odierno centro cittadino, nei territori pianeggianti costieri.

### Età moderna: l'Ottocento e il Novecento
Il centro abitato costiero iniziò a svilupparsi intorno alla stazione ferroviaria, costruita negli anni sessanta dell'Ottocento, con il nome de Le Quote (nome ancora presente a livello locale, con gli abitanti detti anche cotaroli) in riferimento alle dodici quote o lotti di terreno tra il fiume Vomano e il torrente Borsacchio. Nel decennio successivo furono edificate una prima chiesa, dedicata a Santa Filomena, e una scuola elementare. L'agglomerato costiero, all'epoca ancora frazione di Montepagano, fu ufficialmente denominato Rosburgo il 22 maggio 1887. Il 23 gennaio 1907 il comune fu interessato da un terremoto del quinto grado della scala Mercalli, che provocò modesti danni materiali e nessuna vittima. Due anni più tardi, in seguito alla continua crescita degli abitanti di Rosburgo, fu aperto nella frazione un ufficio anagrafico. Nel 1927 la sede comunale fu trasferita da Montepagano a Rosburgo, che contestualmente venne ridenominata Roseto degli Abruzzi.

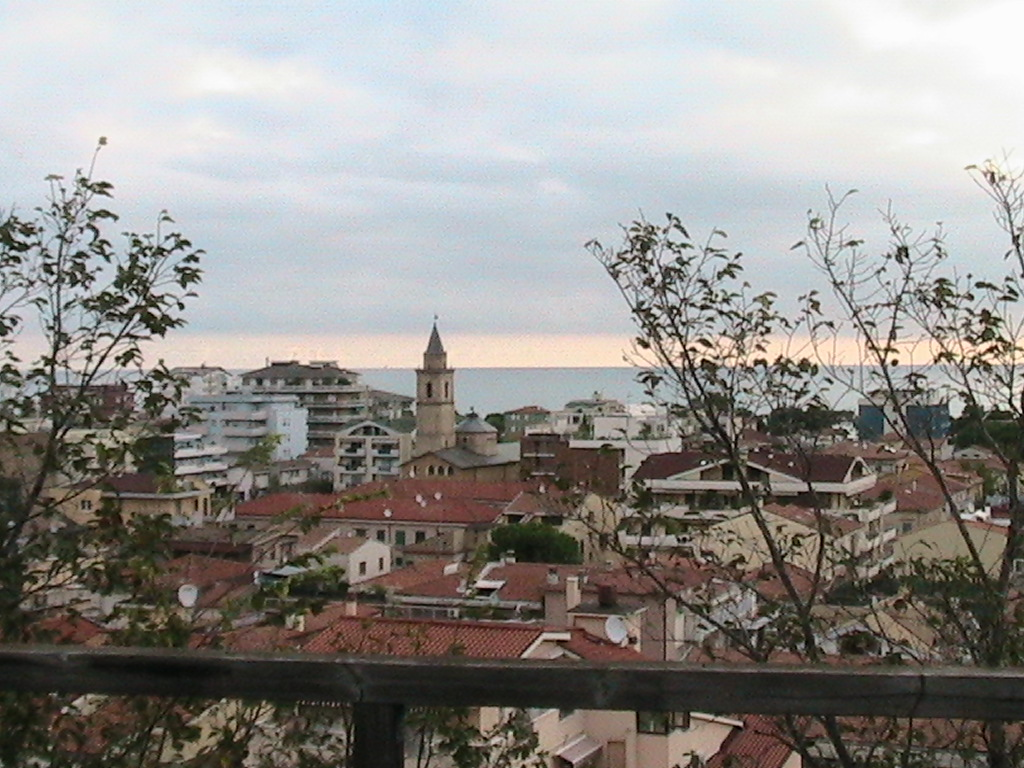
Il centro cittadino visto dalle colline retrostanti

#### Il cambio di nome
Il motivo della ridenominazione del comune viene spesso ricondotto all'impopolarità che il nome Rosburgo suscitava nei soldati italiani durante la prima guerra mondiale. Tale nome, simile a quello di molte località tedesche, richiamava nei soldati di passaggio nei treni verso il fronte il nemico, e spesso leggendo il nome della cittadina nelle soste alla stazione ferroviaria, reagivano con fischi e insulti.

### Dal Novecento all'età contemporanea
Nella seconda metà del XX secolo, Roseto degli Abruzzi conobbe una rapida crescita demografica ed economica parallelamente a quella degli altri principali centri della costa abruzzese, sostenuta dall'espansione del settore turistico.

### Simboli
Lo stemma e il gonfalone del comune di Roseto degli Abruzzi sono stati concessi con decreto del presidente della Repubblica del 28 gennaio 2004.
Il gonfalone municipale è un drappo di bianco con la bordatura di azzurro.

## Monumenti e luoghi d'interesse

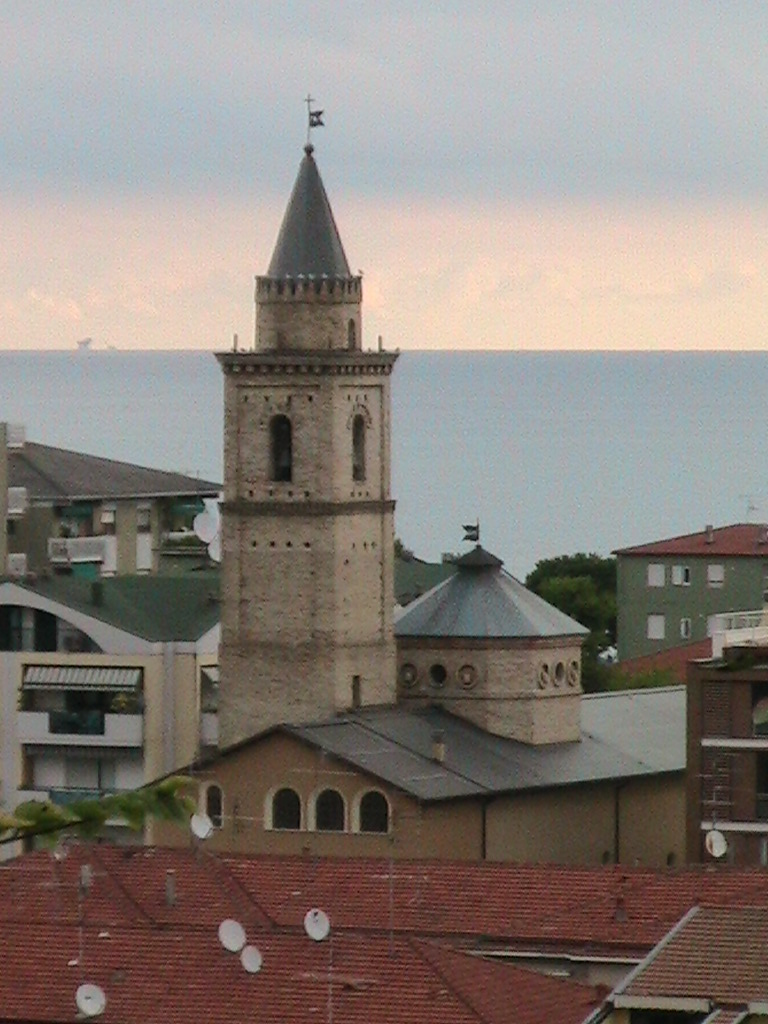
Veduta della chiesa di santa Maria Assunta

### Architetture religiose
Le due chiese principali rappresentano due epoche della cittadina: la nascita di Rosburgo e lo sviluppo nel dopoguerra
- Chiesa di Santa Maria Assunta: la chiesa si trova a Roseto, costruita nel 1863, terminata nel primo '900 e inizialmente dedicata a Santa Filomena è in stile neogotico. Ha facciata a capanna con portale in stile romanico nuovo e oblò centrale, il portale ha architrave a tutto sesto con lunetta a mosaico. L'interno è a navata unica, decorato in stile neogotico con pseudo nervature a pilastro e volte a crociera divise in camoate; anche il tabernacolo dell'altare maggiore è a forma di ciborio gotico con cuspide. Il campanile a torre è l'unico elemento della precedente chiesa di Santa Filomena del XVII secolo. Ha la tipica cuspide conica delle torri rinascimentali del teramano, come quelle delle chiese maggiori di Atri, Teramo, Campli, Cellino Attanasio, Corropoli.
- Chiesa parrocchiale di Santa Maria Annunziata: chiesa madre di Montepagano sita nel centro storico, della fine del XVI secolo. Ha struttura rettangolare con grande cupola e portale di marmo in stile classico. Sulla navata centrale si aprono otto cappelle con apertura ad arco a tutto sesto. La cappella più interessante è quella della Croce dell'Indulgenza del 1901.
- Campanile di Sant'Antimo: all'ingresso di Montepagano, è ciò che rimane della chiesa omonima del XIV secolo. La chiesa era decorata da un soffitto in lamine dorate, perduto dopo che fu sconsacrata nell'800, adibita a magazzino e poi abbattuta. Il campanile è suddiviso in tre settori da cornice, mentre l'ultimo ha un alto tamburo con lanterna e cuspide conica, nello stile tipico dei campanili di Atri del XVI secolo.

### Architetture civili

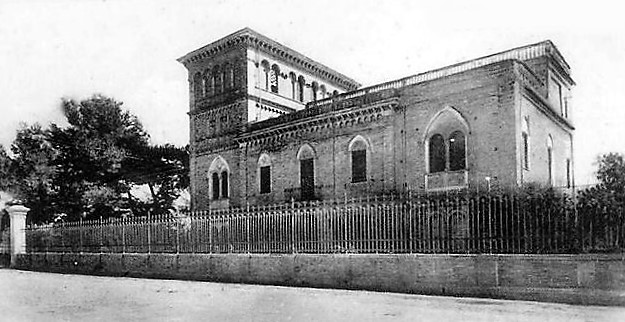
Villa Clemente all'inizio del '900

- Villa comunale (già Villa Ponno): ospita la pinacoteca, la biblioteca comunale e la raccolta d'arte civica
- Villa Clemente: una delle prime testimonianze storiche della zona costiera, lungo la via Nazionale Adriatica
- Villa Filippone Thaulero
- Villa Mazzarosa DeVincenzi
- Villa Paris
- Villa Savini
- Villa Castelli

## Società

### Evoluzione demografica
Abitanti censiti

### Etnie e minoranze straniere
Al 31 dicembre 2018 ammontavano a 1 693 i residenti di origine straniera nel territorio comunale, che su una popolazione complessiva di 25 853 abitanti rappresentavano il 6,55% dei residenti. Sono riportati di seguito i principali gruppi di stranieri residenti in città:
1. Romania, 520
2. Albania, 426
3. Polonia, 77
4. Brasile, 62
5. Cina, 44

## Cultura

### Scuole
Nel comune sono presenti dieci scuole primarie, due scuole secondarie di primo grado e due di secondo grado.

### Biblioteche e musei
- Biblioteca Civica situata nel parco della Villa Comunale
- Museo della Cultura Materiale di Montepagano

### Eventi
- Roseto opera prima: festival cinematografico per registi esordienti che si tiene in città dal 1996
- Soundlabs festival: Festival di musica rock e pop che dal 1997 si svolge ogni anno in agosto. Inizialmente il festival si chiamava Suoni dal Sottosuolo, nel 2003 cambia il nome nell'attuale. Negli anni il festival ha ospitato diversi gruppi di fama internazionale.[13] [14]

## Geografia antropica

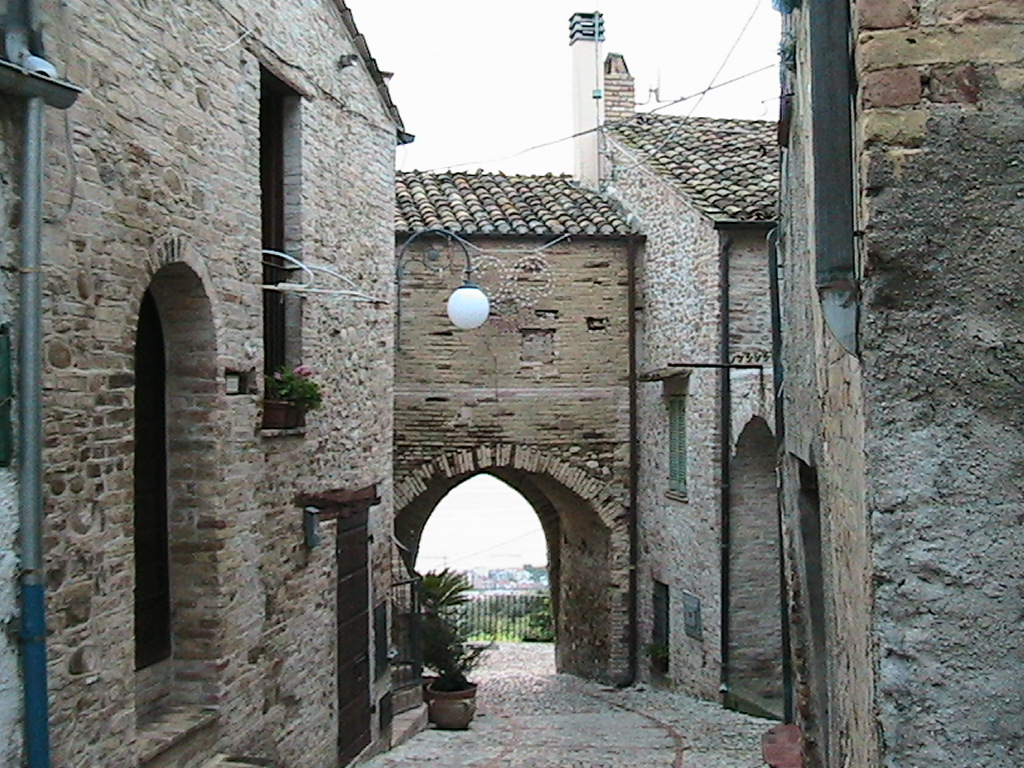
Porta gotica di Montepagano.

### Frazioni
- Montepagano è la frazione più antica del comune, nucleo originario e sede antica del municipio.

## Economia

### Turismo

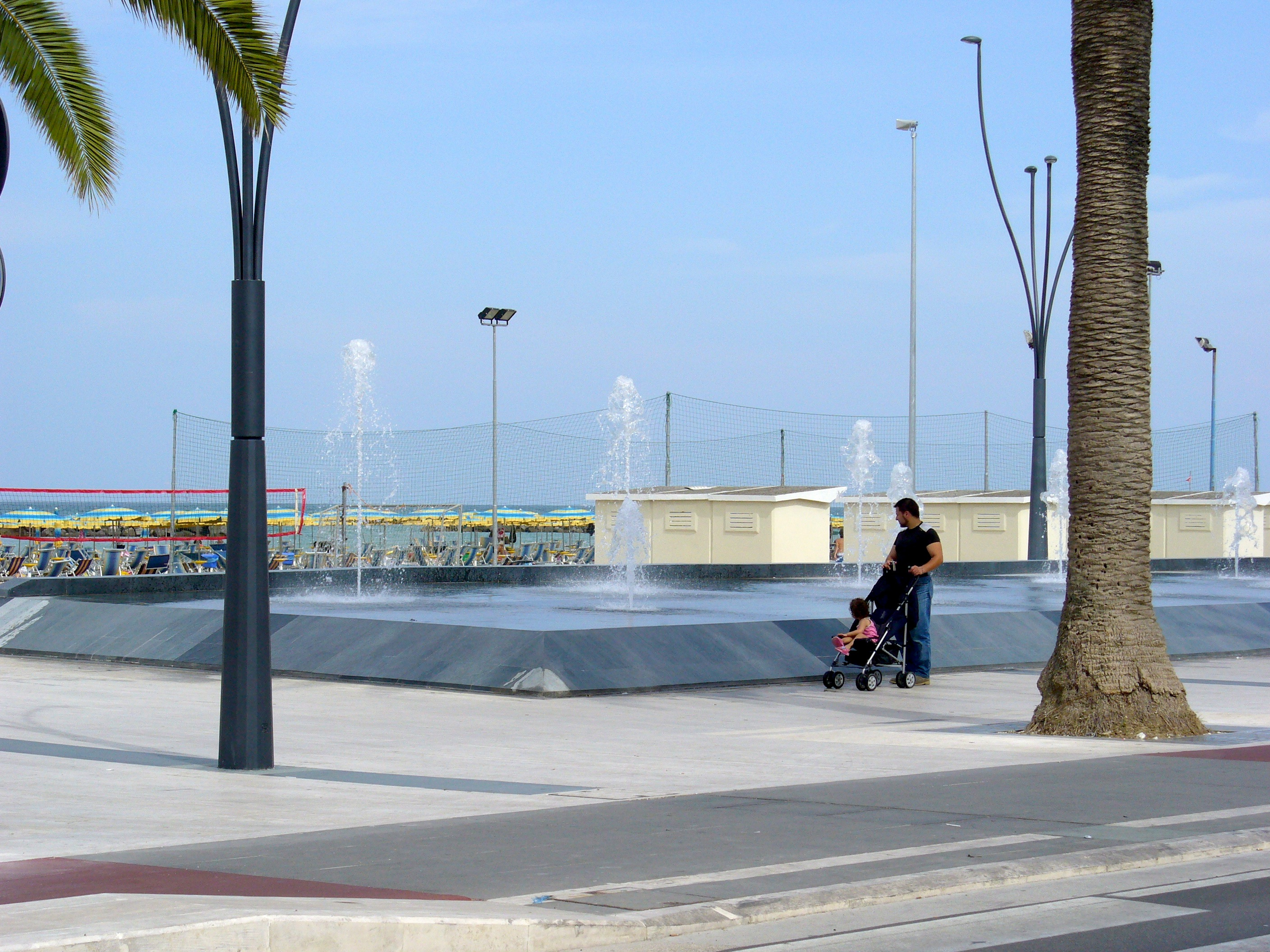
Fontane sul lungomare

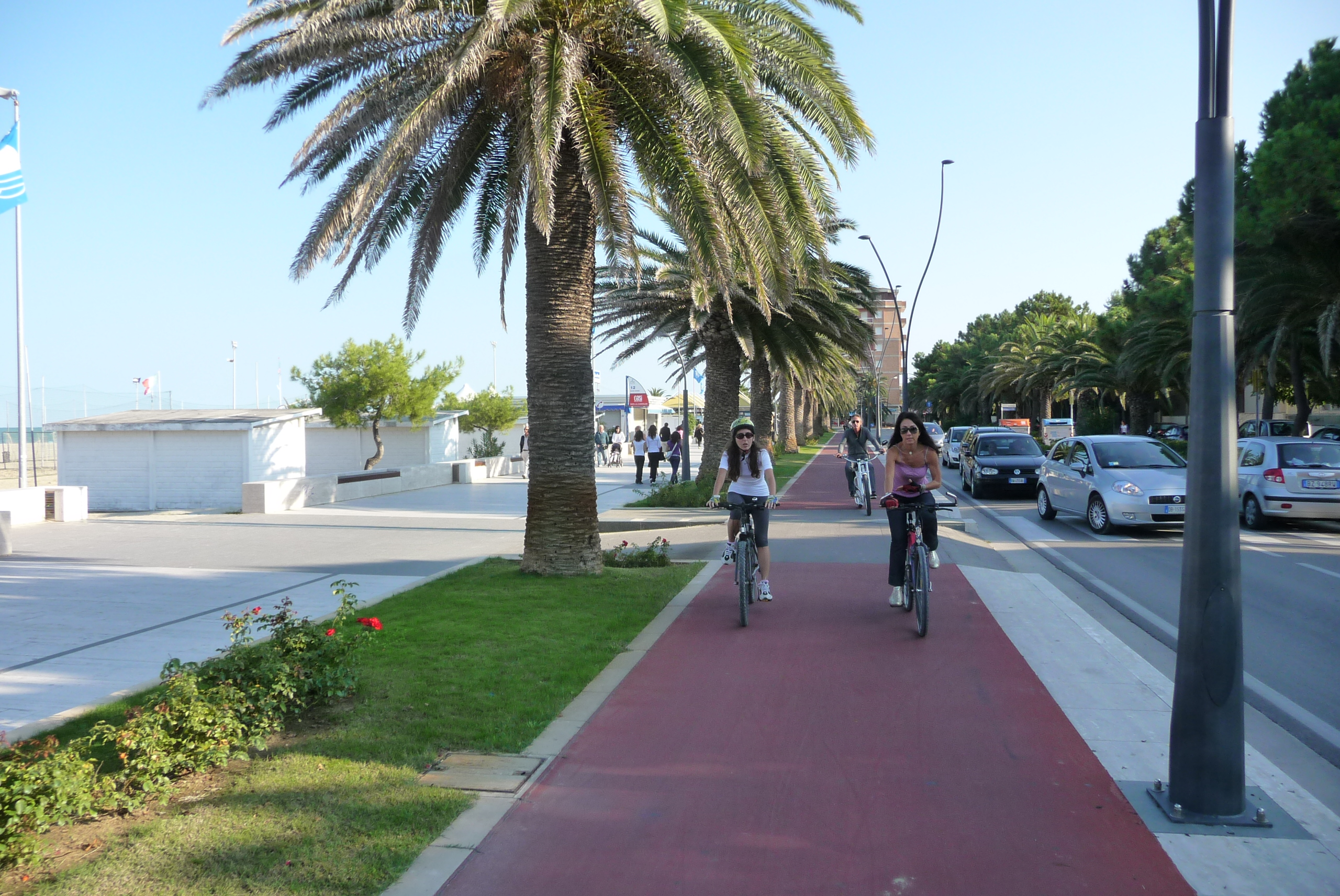
Tratto della ciclovia Adriatica

Nel comune è particolarmente sviluppata l'economia turistica nel settore balneare. Dal 1999 si fregia della Bandiera Blu, riconoscimento conferito dalla FEE alle migliori località costiere europee.

### Artigianato
Nel Novecento si sviluppò il settore delle ceramiche artistiche con la presenza di numerose botteghe artigianali.

## Infrastrutture e trasporti
Il comune è attraversato dall'autostrada A14 e dalla strada statale 16 Adriatica, le due principali vie di collegamento della regione. La strada statale 150 della Valle del Vomano collega Roseto degli Abruzzi con lo svincolo Val Vomano dell'autostrada A24. La città è servita dalla stazione ferroviaria sulla linea Adriatica.
Roseto degli Abruzzi è attraversato parzialmente dalla pista ciclabile del Corridoio Verde Adriatico.

## Amministrazione

### Gemellaggi
Roseto è gemellata con:
- Jawor[17]
- La Louvière
- Makarska
- Roseto Capo Spulico
- Romentino

## Sport
Pallacanestro
Ha sede nel comune la società Pallacanestro Roseto, che nella stagione 2025-2026 prenderà parte al campionato di Serie A2 di basket, erede dello storico Roseto Basket fondato nel 1946 che vanta numerose partecipazioni nella massima serie (Serie A) e con una partecipazione nel campionato europeo ULEB Cup.
Le Panthers Roseto, nate nel 2006, sono la società di basket femminile che milita nel campionato FIP di Serie A1 dalla stagione 2025-2026, ha partecipato per 2 edizioni consecutive alla Coppa Italia di Lega A2, organizzata nella città di Roseto stessa.
La struttura in cui si disputano le partite casalinghe, il PalaMaggetti, è intitolata al cestista rosetano Remo Maggetti.
Calcio
Hanno sede a Roseto degli Abruzzi le società di calcio Associazione Sportiva Dilettantistica Rosetana Calcio, erede della S.P. Rosetana Calcio che ha militato anche in campionati professionistici nazionali, e la squadra A.S.D. Cologna Calcio, militante in Seconda Categoria 2021-2022.